# Marilyn Corson-Whitney
Mirilyn Corson-Whitney (Parry Sound, 6 giugno 1950) è un'ex nuotatrice canadese.

## Carriera
Ha fatto parte della staffetta che ha vinto la medaglia di bronzo nella 4x100m stile libero alle Olimpiadi di Città del Messico 1968.

## Palmarès
- Giochi Olimpici

Città del Messico 1968: bronzo nella 4x100m stile libero.
- Giochi Panamericani

Winniepeg 1967: argento nella 4x100m stile libero, bronzo nei 100m e 200m farfalla e nei 100m misti.